# Laplatacris
Laplatacris is een geslacht van rechtvleugeligen uit de familie veldsprinkhanen (Acrididae). De wetenschappelijke naam van dit geslacht is voor het eerst geldig gepubliceerd in 1939 door Rehn.

## Soorten
Het geslacht Laplatacris  is monotypisch en omvat slechts de volgende soort:
- Laplatacris dispar (Rehn, 1939)